# Krystiłci
Krystiłci (bułg. Кръстилци) – wieś w Bułgarii, w obwodzie Błagojewgrad, w gminie Sandanski. Według Ujednoliconego Systemu Ewidencji Ludności oraz Usług Administracyjnych dla Ludności, miejscowość zamieszkuje 17 mieszkańców.
W okresie bułgarskiego odrodzenia narodowego Krystiłci było osadą z czystą bułgarską ludnością. Cerkiew św. św. Konstantina i Eleny pochodzi z drugiej połowy XIX wieku.

## Osoby związane z miejscowością
- Mitre Angełow – bułgarski macedońsko-adrianopołski wolontariusz